# أوليفر فورد
أوليفر فورد (بالإنجليزية: Oliver Ford)‏ هو منافس ألعاب قوى أمريكي، ولد في 27 مارس 1947.

## روابط خارجية
- أوليفر فورد على موقع الاتحاد الدولي لألعاب القوى (الإنجليزية)